# 景駒
景驹（？—前208年），芈姓，景氏，楚国的公族，秦末农民战争时的楚王，楚大司馬秦嘉所立，秦二世二年端月即位，当年四月被项梁討死。

## 簡介
前208年张楚王陈胜被秦朝大將章邯討伐，敗走，後為车夫莊賈殺害。
端月（即正月），陈胜的部下秦嘉在不明陈胜生死的情况下，在彭城（今江蘇省徐州市）自立为大司马，拥立景驹为楚王。景驹在留地（今江蘇省沛縣東南）自称“楚假王”，即代理楚王。
景驹称王时，楚地人和齐地人都不知道陈胜行蹤，也不知道陳勝是生是死。景驹派遣公孙庆出使齐王田儋，邀请齐王出兵和楚军一起击秦，田儋拒绝，并责难说：“我听说陈胜大王战败，不知他的死生，楚国怎么能不問過齊國，就立景驹为楚王！”公孙庆说：“齊國立了王，也沒有問過楚國！楚國為甚麼要問齊國！且楚國是第一個起義發難的國家，可以號令天下。”
四月，原楚国贵族项梁称景驹、秦嘉背叛首先發難的陈胜，派军击败秦嘉，杀死秦嘉，景驹出走梁地而死。